# Бетюцкий, Владимир Михайлович
Влади́мир Миха́йлович Бетюцкий (1826 — 1891) — русский инженер-архитектор.

## Биография
Родился в 1826 году. В 1848 году окончил Петербургское строительное училище. В начале строительной деятельности служил по ведомству путей сообщения.
Городской архитектор Красноярска с 1856 по 1859 год. В 1859—1860 годах — исполняющий должность губернского инженера в Красноярске, затем в Иркутске. С 1860 по 1861 год — губернский архитектор Енисейской губернии.
В 1864 году был причислен к Министерству внутренних дел. Губернский архитектор Тамбовской губернии с 1872 года по 1877 год, Тульской губернии — с 1877 года по 1878 год, Пензенской губернии — с 1878 года по 1880 год. В 1881—1882 годах — пензенский епархиальный архитектор. Контролировал строительство храма Дмитрия Солунского в селе Выборное Керенского уезда и Никольской церкви села Ягановка того же уезда, участвовал в реконструкции церквей в губернии.
С 1882 года, оставив службу, проживал в родовом имении в Керенском уезде Пензенской губернии, где и скончался в июле 1891 года.

## Проекты и постройки
- Гостиный двор в Красноярске;
- Инженерное укрепление набережной Енисея в Красноярске и Енисейске;
- Церковь Димитрия Солунского в Выборном;
- Церковь Воскресения Словущего в Пензе;
- Новоникитская часовня (улица Металлистов, 7/1) в Туле;
- Церковь Николая Чудотворца в Ягановке[1].